# Lijst van voetbalinterlands Canada - Nigeria
Deze lijst van voetbalinterlands is een overzicht van alle officiële voetbalwedstrijden tussen de nationale teams van Canada en Nigeria. De landen hebben tot op heden een keer tegen elkaar gespeeld. De eerste ontmoeting, een vriendschappelijk duel, vond plaats op 23 juni 1984 in Guangzhou (China).

## Wedstrijden
| № | Plaats    | Datum        | Competitie        | Wedstrijd        | Uitslag |
| - | --------- | ------------ | ----------------- | ---------------- | ------- |
| 1 | Guangzhou | 23 juni 1984 | Vriendschappelijk | Canada − Nigeria | 3 − 1   |

## Samenvatting
| Competitie        | Totaal gespeeld | Winst Canada | Gelijk | Winst Nigeria | Doelsaldo Canada – Nigeria |
| ----------------- | --------------- | ------------ | ------ | ------------- | -------------------------- |
| Vriendschappelijk | 1               | 1            | 0      | 0             | 3 − 1                      |
| Totaal            | 1               | 1            | 0      | 0             | 3 − 1                      |

Wedstrijden bepaald door strafschoppen worden, in lijn met de FIFA, als een gelijkspel gerekend.